# Teresa Stanek (1929–2023)

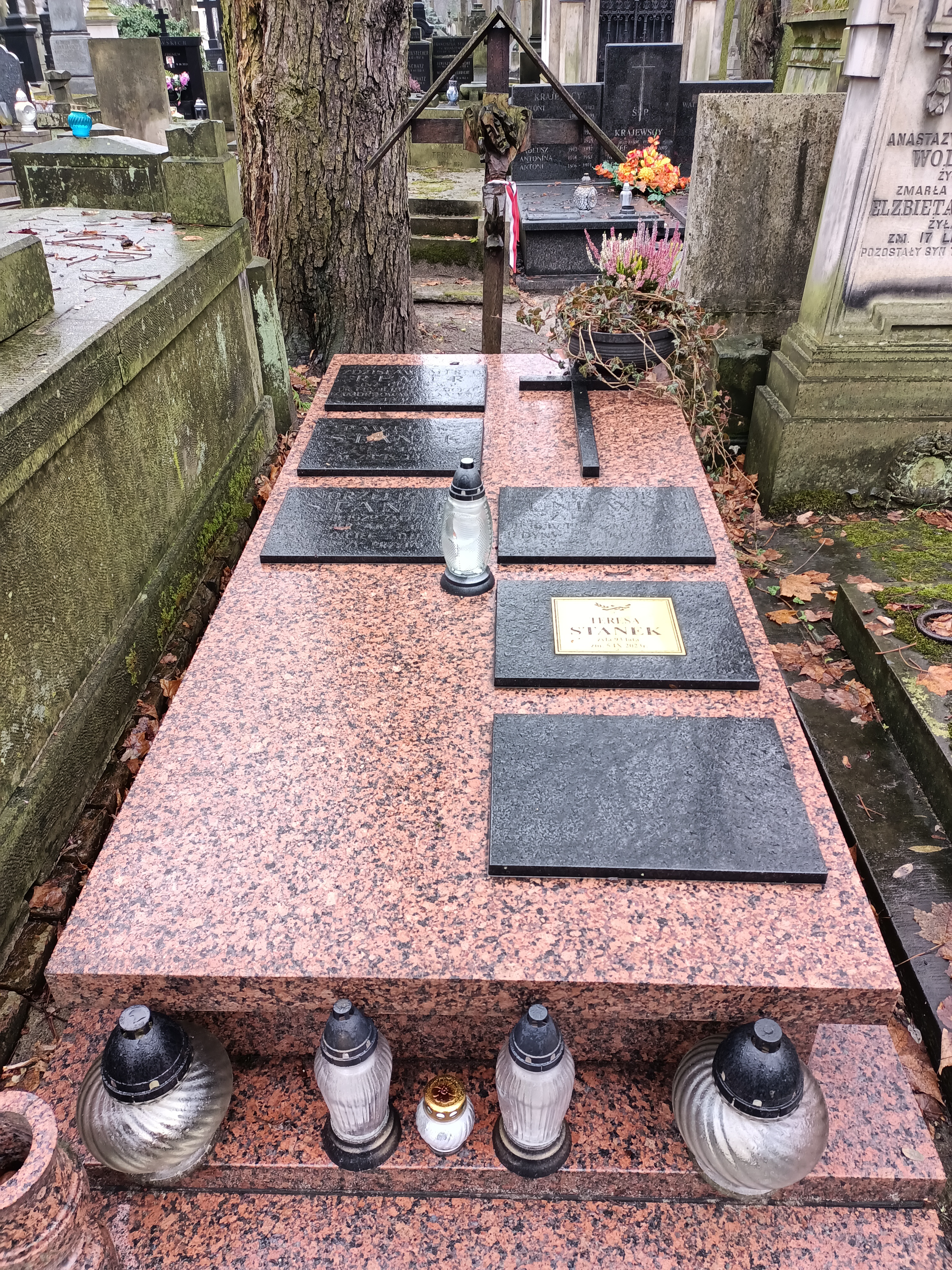
Grób Teresy Stanek na Cmentarzu Powązkowskim

Teresa Bożenna Stanek pseud. „Mitsuko” (ur. 13 października 1929 w Kielcach, zm. 5 września 2023 w Warszawie) – polska uczestniczka II wojny światowej, działaczka kombatancka i samorządowa, porucznik Wojska Polskiego w stanie spoczynku, członkini Prezydium Zarządu Głównego Światowego Związku Żołnierzy Armii Krajowej (ŚZŻAK), pełniąca obowiązki prezesa Zarządu Głównego Światowego Związku Żołnierzy Armii Krajowej od 28 lipca 2021, zaś od października 2021 prezeska Zarządu Głównego Światowego Związku Żołnierzy Armii Krajowej w kadencji 2021–2024.

## Życiorys
W czasie okupacji niemieckiej przebywała w rodzinnych Kielcach, gdzie uczęszczała na tajne komplety do Państwowego Gimnazjum i Liceum im. Błogosławionej Kingi. Brała udział w organizacji życia kulturalnego w tym koncertów i wieczorów poetyckich. Należała do Szarych Szeregów, w ramach których między innymi przekazywała meldunki, zajmowała się łącznością i służbą sanitarną. Po wojnie podjęła studia w zakresie archeologii klasycznej i prehistorii Polski, a także pracowała w wydawnictwach „Czytelnik” i PWN. 
Po transformacji systemowej w Polsce w latach 1990–2002 była radną dzielnicy Warszawa-Śródmieście oraz gminy Warszawa-Centrum. Od 1991 należała do Światowego Związku Żołnierzy Armii Krajowej. Teresa Stanek była prezesem Ogólnokrajowego Środowiska Żołnierzy AK Korpusu „Jodła”, a także członkiem prezydium Zarządu Głównego Światowego Związku Żołnierzy Armii Krajowej w kadencji 2018–2021. W maju 2021 została powołana na stanowisko wiceprezes do spraw socjalnych Światowego Związku Żołnierzy Armii Krajowej, zaś 28 lipca 2021 została wybrana p.o. prezesa Zarządu Głównego Światowego Związku Żołnierzy Armii Krajowej, zastępując na tym stanowisku Jerzego Żelaśkiewicza. W październiku 2021 została wybrana prezesem Zarządu Głównego Światowego Związku Żołnierzy Armii Krajowej, o czym poinformował w dniu 8 października 2021 roku rzecznik prasowy Światowego Związku Żołnierzy Armii Krajowej Adam Stefan Lewandowski.

## Wybrane odznaczenia
- Krzyż Kawalerski Orderu Odrodzenia Polski (2015)[8][2]
- Złoty Krzyż Zasługi (2009)[9][2]
- Medal „Pro Memoria”[2]
- Medal „Pro Patria”[2]
- Krzyż Armii Krajowej[2]